# Корни (Сучава)
Корни (рум. Corni) насеље је у Румунији у округу Сучава у општини Литени. Oпштина се налази на надморској висини од 247 m.

## Становништво
Према подацима из 2002. године у насељу је живело 819 становника, од којих су сви румунске националности.